# Ibrahim Diakité
Ibrahim Diakité (ur. 31 sierpnia 2003 w Compiègne) – gwinejski piłkarz grający na pozycji prawego obrońcy. Od 2024 jest zawodnikiem klubu FC Stade Lausanne-Ouchy, do którego jest wypożyczony ze Stade de Reims.

## Kariera klubowa
Swoją karierę piłkarską Diakité rozpoczął w klubie Stade de Reims. W 2021 roku zaczął grać w rezerwach tego klubu, a 22 grudnia 2021 zadebiutował w pierwszym zespole w Ligue 1 w zremisowanym 1:1 wyjazdowym meczu z Olympique Marsylia.
W styczniu 2023 Diakité został wypożyczony do KAS Eupen. Swój debiut w nim zaliczył 14 stycznia 2023 w przegranym 0:2 domowym meczu z Sint-Truidense VV. Zawodnikiem Eupen był przez pół roku, a następnie wrócił do Reims.
Na początku 2024 roku Diakité wypożyczono do FC Stade Lausanne-Ouchy. Swój debiut w nim zanotował 18 lutego 2024 w przegranym 0:1 wyjazdowym spotkaniu z BSC Young Boys.
| Sezon   | Klub             | Kraj    | Rozgrywki              | Mecze | Bramki |
| ------- | ---------------- | ------- | ---------------------- | ----- | ------ |
| 2021/22 | Stade de Reims   | Francja | Ligue 1                | 1     | 0      |
| 2021/22 | Stade de Reims B | Francja | Championnat National 2 | 26    | 0      |
| 2022/23 | Stade de Reims   | Francja | Ligue 1                | 3     | 0      |
| 2022/23 | Stade de Reims B | Francja | Championnat National 2 | 3     | 0      |
| 2022/23 | KAS Eupen        | Belgia  | Eerste klasse A        | 10    | 0      |
| 2023/24 | Stade de Reims   | Francja | Ligue 1                | 6     | 0      |

## Kariera reprezentacyjna
W reprezentacji Gwinei Diakité zadebiutował 27 września 2022 w przegranym 1:3 towarzyskim meczu z Wybrzeżem Kości Słoniowej, rozegranym w Amiens. W 2024 roku powołano go do kadry na Puchar Narodów Afryki 2023. Rozegrał w nim pieć meczów: grupowe z Kamerunem (1:1), z Gambią (1:0) i z Senegalem (0:2), w 1/8 finału z Gwineą Równikową (1:0) i ćwierćfinałowy z Demokratyczną Republiką Konga (1:3).